# 18 Wheeler: American Pro Trucker
18 Wheeler: American Pro Trucker es un juego de arcade de conducción de camiones desarrollado en conjunto con la compañía Acclaim Entertainment y la compañía Sega con la ayuda de su equipo Sega AM2 para la distribución del título. El juego fue lanzado originalmente para las salas de juegos en el año 2000 y adaptado a la consola Dreamcast en el año 2001. Más tarde en el año 2002, saldría una versión para las plataformas de PlayStation 2 y Nintendo GameCube respectivamente, estas últimas versiones fueron desarrolladas por la compañía Acclaim Entertainment. Sega, viendo el éxito que tuvo el título en su lanzamiento, la compañía decidió crear una secuela titulada The King of Route 66, el cual se lanzó para las salas de juegos en el año 2002 y se creó una versión para la plataforma de PlayStation 2. Este fue uno de las últimas adaptaciones de videojuegos del arcade lanzado en la consola Dreamcast después de que fuera descontinuada su producción y antes de que Sega se convirtiera en un desarrollador third-party. 

## Argumento
La historia central del juego sigue a un grupo de conductores de camiones conformados por: "Asphlat Cowboy", "Stream Line", "Long Horn", "Nippon Maru" y "Highway Cat", los cuales son los encargados de conducir sus respectivos camiones personalizados desde la ciudad de Nueva York, viajando alrededor de los Estados Unidos de América llevando diferentes tipos de carga y encargos hasta llegar a la primera parada en la ciudad de Key West en el estado de Florida, luego estos deberán salir desde San Petersburgo en el mismo estado de Florida y llegar hasta a la ciudad de Dallas en el estado de Texas, después estos viajaran a la ciudad de las Vegas en el estado de Nevada y finalmente terminar el recorrido en la ciudad de San Francisco en el estado de California, donde estos deberán llegar a la meta lo antes posible y evitar que el temporizador llegue a cero o de lo contrario perderán la partida. Además de ello, el grupo de conductores de camiones deben enfrentarse a un camionero rival conocido como: "Lizard Tail", el cual es un conductor de camión bastante arrogante, agresivo y fastidioso, el cual según sus palabras, dice ser el mejor camionero en los Estados Unidos y solo se dedica la mayor parte del tiempo a molestar y entorpecer el recorrido de la carga por parte del grupo de conductores de camiones y parece tener una cierta enemistad con ellos, en especial por "Asphlat Cowboy". Después de superar la primera prueba de Nueva York hasta Key West, el juego le permitirá al jugador escoger el remolque que va a llevar en el próximo nivel. Los remolques a transportar se dividen en 2 niveles los cuales son: Normal y Difícil, los remolques de categoría Normal, son los remolques que son más fáciles de transportar, pero proporcionan una recompensa menor, mientras que los remolques de categoría Difícil, son remolques un poco más complicados de transportar, pero proporcionan una recompensa mayor. En pleno trayecto, si el remolque se golpea durante el nivel, al jugador se le restara dinero de la recompensa final por los daños. Los jugadores también pueden hacer sonar la bocina del camión para hacer que otros autos en la carretera se muevan y se posicionen detrás de vehículos grandes para ganar un impulso de velocidad momentáneo. 
Además del límite de tiempo que los jugadores deben superar para llegar a la meta, los jugadores también compiten contra un camionero rival "Lizard Tail", el cual se dedicara la mayor parte del tiempo a molestar y fastidiar en el recorrido en un intento por entorpecer la entrega de la carga. Si el jugador consigue llegar primero a la meta antes que "Lizard Tail", serán recompensados con un pago extra adicional. Entre niveles, los jugadores deberán pasar un minijuego que consiste en estacionar el camión con la carga sin sufrir ningún daño para ganar más dinero y mejoras para su camión, entre las cuales destacan; una bocina mejorada, mofles modificados y un motor nuevo.

## Jugabilidad
El objetivo principal del juego es llegar a la meta con la carga del camión sin que esta última sufra mucho daño, donde también a los jugadores se les da una cantidad determinada de tiempo para que lleguen antes que el mismo se termine y pierdan la partida, pero adicionalmente los jugadores pueden chocar contra unas camionetas especiales que agregarán tres segundos más al temporizador para que puedan llegar y deberán llegar a la meta antes que un camionero rival llamado "Lizard Tail", el cual se dedicara a entorpecer el recorrido del jugador y la entrega de la carga. Además de lo anterior varios de los personajes para elegir posee un camión con diferentes atributos únicos.

## Versiones
La primera versión del juego para consolas se lanzó en Dreamcast. Lanzado por Sega, esta versión se mantiene bastante fiel a su contraparte de arcade, pero los actores de voz de los personajes fueron cambiados y no tiene las pantallas de carga del original, el cual enseñaba mapas de campo traviesa. Uno de los camioneros seleccionables en la versión arcade, Nippon Maru fue cambiado a un personaje desbloqueable. Se agregó un modo multijugador de pantalla dividida, que permite que dos jugadores compitan entre sí. Posteriormente se lanzaría versión del juego en el año 2002 creada por la compañía Acclaim Entertainment (creadores la franquicia Ferrari F355 Challenge de Sega en Dreamcast) en colaboriacion con la compañía Sega para las plataformas de PlayStation 2 y Nintendo GameCube después de que la compañía Sega decidiera descontinuar la fabricación de consolas y se convirtiera en una empresa distribuidora de software, es decir Thrid-Party.

## Recepción
En Japón, Game Machine incluyó a 18 Wheeler: American Pro Trucker en su edición del 15 de marzo de 2000 como el segundo juego exclusivamente de arcade más exitoso del año.
Rob Smolka vio la versión de Dreamcast del juego para Next Generation, calificándola con tres estrellas de cinco, y declaró que "definitivamente vale la pena alquilar 18 Wheeler durante un fin de semana, pero su falta de juego en línea y el número limitado de niveles en el juego de arcade pinchan sus neumáticos".
Las versiones caseras del juego recibieron "críticas mixtas a positivas" según el sitio web de agregación de reseñas Metacritic.    
AllGame le dio a la versión de arcade una puntuación de tres estrellas de cinco y afirmó que "tiene un sistema de puntuación bastante completo que algunos aceptarán, pero carece de la jugabilidad que poseen los grandes títulos arcade como Crazy Taxi. Eso no quiere decir que sea un juego malo: es hermoso de ver y te emocionará a corto plazo, pero no es un juego al que volverás una y otra vez después de haber tirado un par de dólares para jugarlo. Al final, es un viaje corto pero divertido y emocionante".